# 寺島職定
寺島 職定（てらしま もとさだ）は、戦国時代の武将。神保氏の家臣。新川郡池田城主。姓は寺嶋とも書く。

## 略歴
神保長職の重臣で、家中で小島職鎮と勢力を二分した。天文19年(1550年)、能登畠山氏の内紛（能登天文の内乱）において温井方に与し、遊佐方の氷見鞍川氏を討って勢力を拡大した。寺島氏は一向宗門徒との関係が深く、神保家が本願寺の坊官・下間氏と婚姻を結び、甲斐武田氏とも通じるなど家中で影響力を持ったが、永禄5年(1560年)、神保氏が上杉謙信に敗北して以後、反一向宗政策を取る主君長職・小島職鎮と対立し、永禄11年(1566年)、職定は神保長職の子・長住を擁立して家中を二つに割る内紛となった。職定は池田城に拠って上杉軍と対したが敢えなく鎮圧された。寺島盛徳は養子か。